# 戴小明
戴小明（1965年11月—），男，苗族，湖南城步人，中华人民共和国政治人物。现任全国党校（行政学院）教师进修学院院长。第十四届全国政协委员。